# Rui Tavares

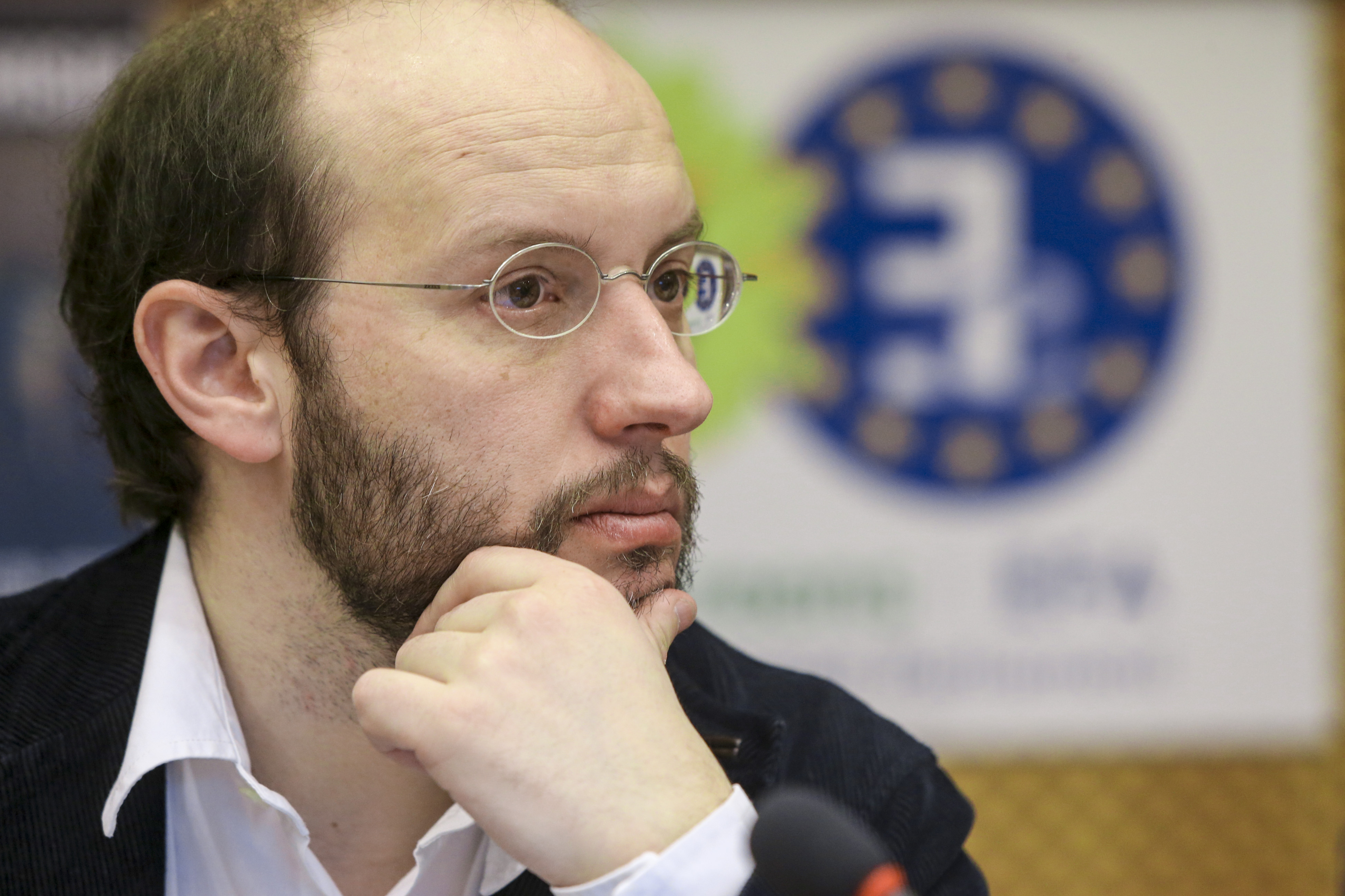
Rui Tavares

Rui Miguel Marcelino Tavares Pereira, kurz Rui Tavares (* 29. Juli 1972 in Lissabon), ist ein portugiesischer Politiker der Partido Livre.
Tavares wurde 2009 in das Europäische Parlament gewählt. Der zu diesem Zeitpunkt parteilose Politiker zog dabei über die Liste des Bloco de Esquerda ein und gehörte entsprechend der Fraktion der Vereinten Europäischen Linken an. Am 20. Juni 2011 wechselte er jedoch zur Grüne/EFA-Fraktion.

## EU-Parlamentarier
Tavares ist stellvertretender Vorsitzender im Sonderausschuss gegen organisiertes Verbrechen, Korruption und Geldwäsche.
Er ist Mitglied im Ausschuss für bürgerliche Freiheiten, Justiz und Inneres, im Unterausschuss Menschenrechte, in der Delegation für die Beziehungen zu den Ländern des Mercosur und in der Delegation der Parlamentarischen Versammlung Europa-Lateinamerika. Als Stellvertreter sitzt er im Ausschuss für Kultur und Bildung.

## Politische Aktivitäten
Nachdem Ungarn in kurzer Zeit mehrere Gesetzesänderungen und ein neues Grundgesetz zum 1. Januar 2012 einführte, schaltete sich in Absprache mit der Kommission und dem Rat das Europäische Parlament ein. Tavares wurde zum Berichterstatter eines Ausschusses berufen. Er stellte den Bericht am 2. Juni 2013 in einer Debatte im Europäischen Parlament vor. Der Bericht drückt die Befürchtung aus, dass Grundrechte nicht eingehalten werden, eine zu große Machtkonzentration geschaffen und der Rechtsstaat eingeschränkt wird. Der Ministerpräsident Ungarns, Viktor Orbán, beteiligte sich an der Debatte und nannte den Bericht eine Gefahr für Ungarn.
2013 gründete Tavares die Partei Livre.
Bei den Europawahlen am 26. Mai 2019 war Rui Tavares der Spitzenkandidat seiner Partei. Mit 1,83 % der Stimmen gelang es ihm jedoch nicht, ein Mandat zu erringen.
Tavares ist Mitglied der 2016 gegründeten Bewegung Demokratie in Europa 2025 (DiEM25).